# 莫法特 (科罗拉多州)
莫法特（英語：Moffat），是美国科罗拉多州萨沃奇县下属的一座城市。建市于1911年4月20日，面积大约为1.401平方英里（3.63平方公里）。根据2010年美国人口普查，该市有人口116人。2011年估计该市有人口119人，相比2010年人口增长率为2.59%。同时，论人口该市是科罗拉多州第251大城市。